# Tyritake

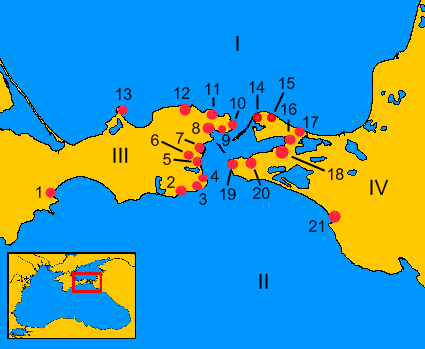
Tyritake (nr 7) oraz inne miasta i osady południowej części Królestwa Bosporańskiego:
I) Jezioro Meockie (Morze Azowskie)
II) Pontus Euxinus (Morze Czarne)
III) Półwysep Kerczeński (Krym)
IV) Półwysep Tamański
1) Teodozja; 2) Kimmerikon; 3) Kytaja; 4) Akra; 5) Nimfajon; 6) Iluraton; 8) Pantikapajon; 9) Myrmekjon; 10) Partenion; 11) Portmion; 12) Chersonez Zenonowy; 13) Heraklion; 14) Achilion; 15) Kimmeris; 16) Kepoi; 17) Tyrambe; 18) Fanagoria; 19) Korkondama; 20) Hermonassa; 21) Gorgippia

Tyritake (stgr. Τυριτάκη, ros. Тиритака) – starożytne miasto greckie we wschodniej części Krymu.
Położone na Półwyspie Kerczeńskim, 11 km na południe od Kerczu (starożytnego Pantikapajonu), na terenie współczesnego miasteczka Arszincewo na północnym brzegu starożytnego zalewu morskiego, obecnie osuszonej części jeziora Czurubasz.

## Źródła wiedzy
O mieście w swych pismach wspominają Pseudo-Arrian, Klaudiusz Ptolemeusz i Stefanos z Bizancjum. Według Pliniusza Starszego w tym miejscu istniało miasto Dia, lecz nazwa ta prawdopodobnie pochodzi z czasów rzymskich albo dotyczy jednego z dwóch pobliskich osiedli. Badania archeologiczne prowadzono tam systematycznie od 1932; przyniosły one liczne odkrycia umożliwiające poznanie życia mieszkańców miasta na przestrzeni dziejów. W 2008 podjęła systematyczne prace Polska Misja Archeologiczna „Tyritake” Muzeum Narodowego w Warszawie, publikująca prace z zakresu odkryć i badań.

## Historia i zabytki

### Założenie miasta
Tyritake założone zostało przez kolonistów z Jonii w połowie VI wieku p.n.e. na miejscu wcześniejszej osady ludności miejscowej – Kimerów. O kimeryjskich prapoczątkach osady świadczy zespół odkrytych fragmentów szlifowanych toporków kamiennych oraz wyrobów krzemiennych z epoki późnego brązu (kon. II tysiąclecia p.n.e).
Miasto miało kształt zbliżony do czworoboku, będąc zwrócone ostrym kątem w kierunku południowym. Jego powierzchnia wynosiła około 8,5 ha. W zachodniej części odkryto pozostałości dwóch budynków z drugiej połowy VI wieku p.n.e., w tym jednego składającego się z 3 pomieszczeń.

### Mury miejskie z okresubosporańskiego

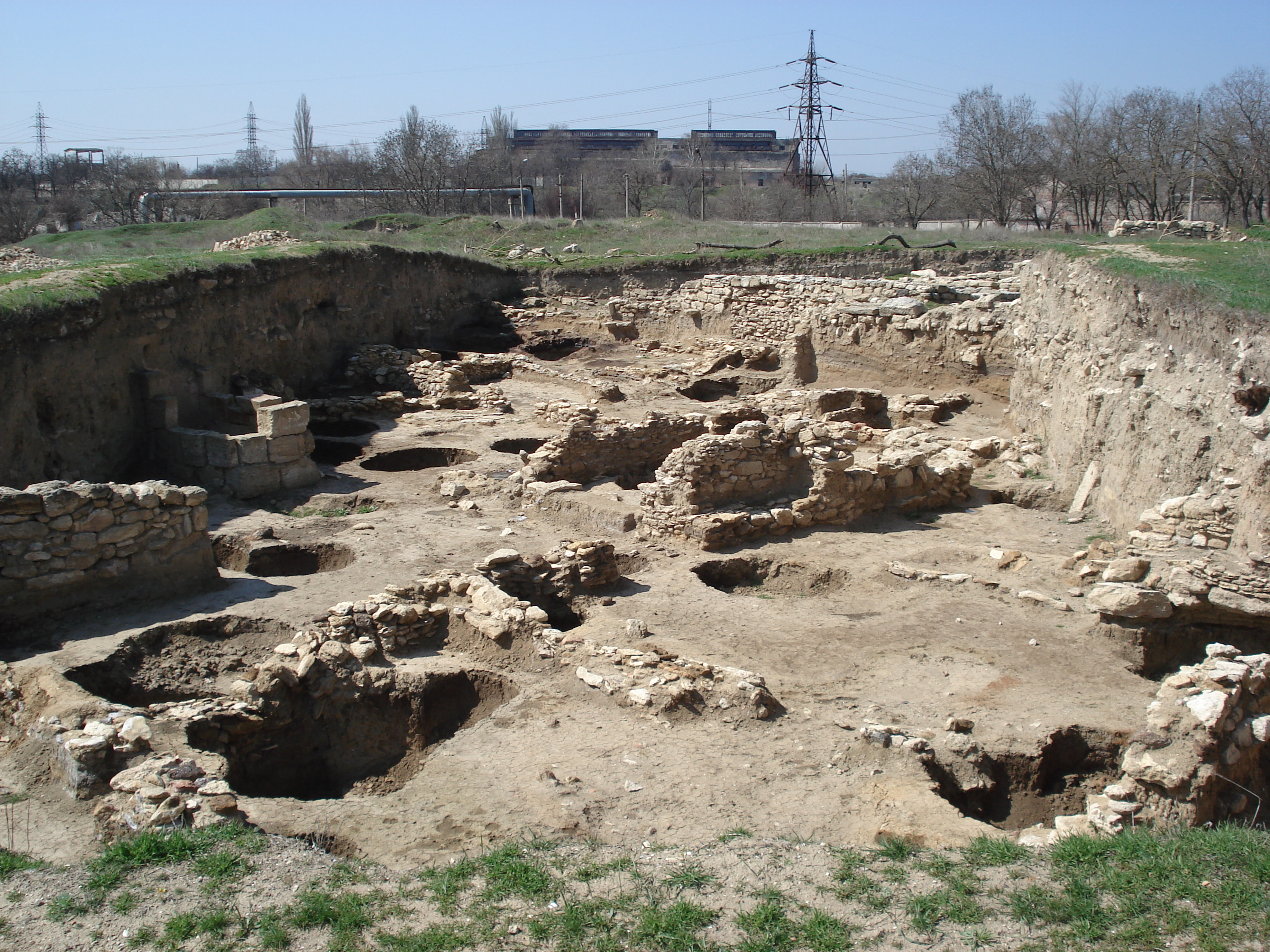
Fragment wykopalisk

Od V wieku p.n.e. miasto wchodziło w skład Królestwa Bosporańskiego. W tym czasie otoczono je murem obronnym, przy czym ścianę jednego z wymienionych domostw włączono w skład murów, a drugi budynek zburzono. W południowej części miasta odkryto dwa rzędy murów obronnych o szerokości 1,7–1,8 m; inne części tego muru o grubości 2 m odkryto w części zachodniej. Na przełomie IV/III wieku p.n.e. mury miejskie gruntownie przebudowano: zbudowane wówczas z ciosów wapiennych z rustyką, miały szerokość 2,4–2,7 m i wzmocniono je basztami. W północnej baszcie odkryto czworokątną ambrazurę o szerokości 24 cm i wysokości 16 cm. W centralnej części południowego regionu miasta odkryto ulicę o szerokości 4,7–5,3 m, pokrytą tłuczniem i resztkami naczyń. Wyobrażenie o domach mieszkalnych epoki hellenistycznej daje odkryty dom z III wieku p.n.e. o powierzchni 40 m² z dwoma sąsiadującymi pomieszczeniami.

### Gospodarka miasta

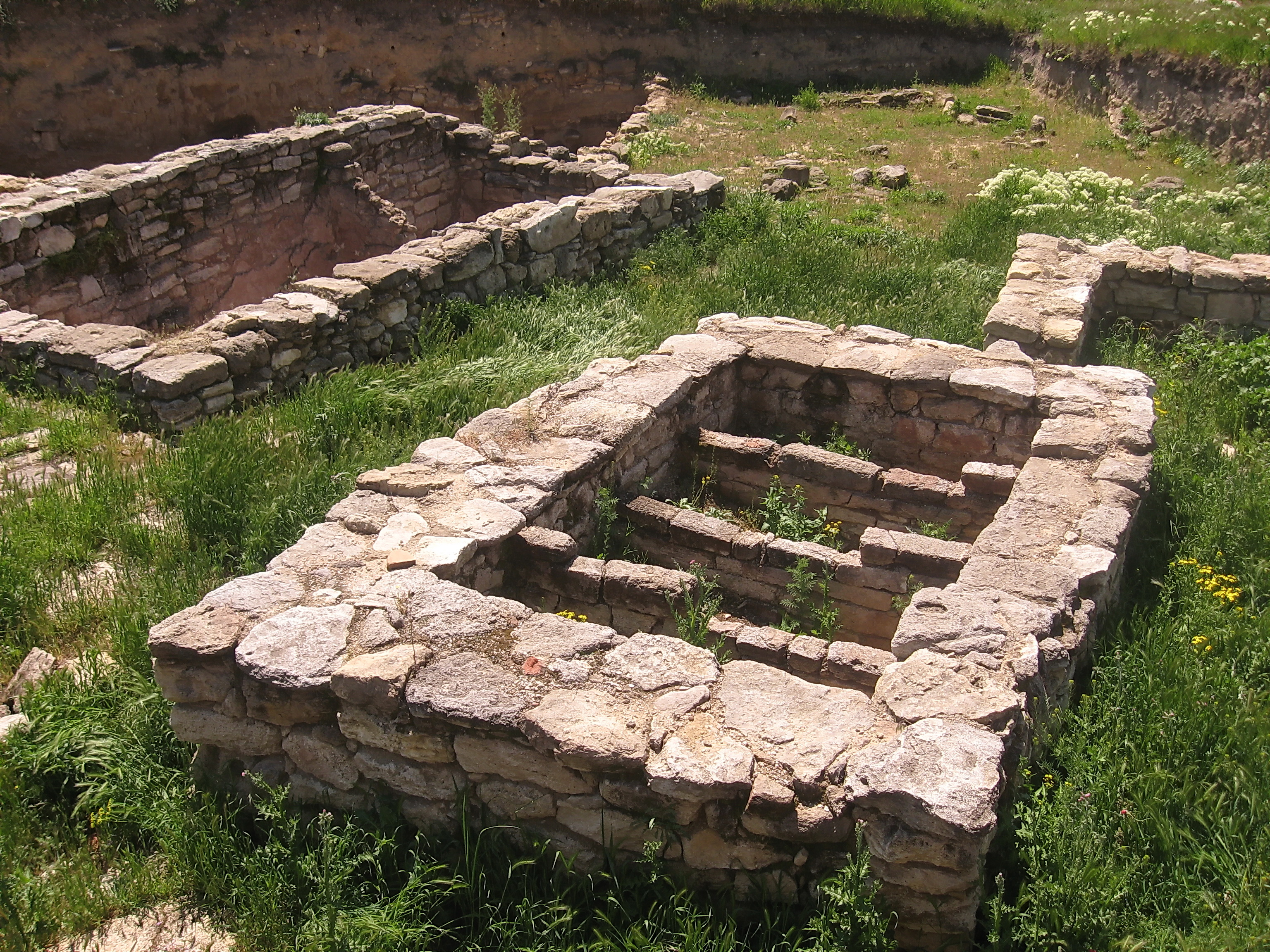
Zbiorniki do zasalania ryb

W III–II wieku p.n.e. w Tyritake rozwinęło się winiarstwo. Świadczą o tym odkryte pozostałości 7 tłoczni wina, z których dwie pochodziły z czasów greckich, a pięć z okresu rzymskiego (II–IV wiek n.e.). Od I wieku p.n.e. miasto zostało włączone w orbitę wpływów imperium rzymskiego. Ze względu na znaczne wtedy zapotrzebowanie na ryby dla stacjonujących w Azji Mniejszej i na Krymie wojsk rzymskich, rybołówstwo i handel soloną rybą stały się głównym zajęciem mieszkańców w I–II wieku n.e. W jego południowej części odkryto ulicę o szerokości do 5 m, w której północno-wschodniej części natrafiono na wielkie prostokątne zbiorniki do przechowywania ryb i wystawiania ich na sprzedaż. Na zachód od tej ulicy odkryto dom z I wieku p.n.e., złożony z 4 pomieszczeń, z dziedzińcem wyłożonym kamiennymi płytami, użytkowany do II/III wieku n.e.
Szczególny charakter ma tzw. dom rybaka, zniszczony w pożarze w II połowie IV wieku. Składał się on z wyłożonego wielkimi płytami dziedzińca i z 8 pomieszczeń. W południowej i południowo-zachodniej części Tyritake odkryto też szereg gospodarstw rybackich i 16 cystern na ryby z I–III wieku n.e., o przypuszczalnej pojemności do 160 ton; wbudowano je w wewnętrzną ścianę południowej części murów miejskich. Podobne konstrukcje odkryto we wschodniej części miasta.

### Średniowiecze i czasy nowożytne
Tyritake uległo zniszczeniu przez Hunów w IV wieku n.e. Po odbudowaniu nadal pełniło rolę ośrodka miejskiego. Zachowały się fragmenty bazyliki wczesnochrześcijańskiej z V–VI wieku. W XVIII wieku istniała tam kolonia ormiańska.